# Nigei Island
Nigei Island (englische Aussprache: nee-gee mit hartem ‚g‘) ist eine Insel in der kanadischen Provinz British Columbia. Sie liegt in der Königin-Charlotte-Straße, zwischen Vancouver Island und dem kanadischen Festland. Von Vancouver Island wird die Insel durch den Goletas-Kanal getrennt. Nordwestlich der Insel, getrennt durch die Bate-Passage, liegt als nächste größere Insel Hope Island. Nigei Island gehört zum Regional District of Mount Waddington. Die nächstgrößere Ansiedlung ist die etwa 25 Kilometer Luftlinie südöstlich, auf Vancouver Island, gelegene Kleinstadt Port Hardy.
Für Europäer wurde die Insel von Cayetano Valdés und Dionisio Alcalá Galiano (1760–1805) entdeckt und nach Letzterem zunächst Galiano Island genannt. Aufgrund der Dopplung mit der gleichnamigen Insel in der Straße von Georgia wurde sie 1900 in Nigei Island umbenannt. Für den Namen gibt es zwei Erklärungen: Erstens sei dies in der lokalen Kwak'wala-Sprache das Wort für „Berg“. Zweitens sei es der Name eines Häuptlings bzw. der Titel von Häuptlingen gewesen.
Nigei Island gehört zum traditionellen Siedlungsgebiet der Kwakwaka'wakw-Indianer, speziell der Tlatlasikwala. Der Historiker Robert Galois verortet bis zu acht ehemalige Siedlungen auf der Insel, deren genaue Datierung und Lokalisierung allerdings unsicher ist. 1916 wurde die im Nordosten der Insel gelegene Fischfangstation Wakems als etwa 7 Hektar großes Indian reserve (Wakems 6) ausgewiesen. Während des „Nahwitti Incident“ brannte die britische Royal Navy 1850 ein Dorf auf Nigei Island nieder, die Einwohner waren bereits geflohen. Dabei handelte es sich wahrscheinlich um das Dorf Pakluntz bzw. Utlums (p’a̱tła̱ms) an der Südküste. Für die Siedlung ist auch der Name Loquillala überliefert. Davon leitet sich der heutige Name der Bucht als Loquillilla Cove ab.
Auf der Insel gibt es zwei Resorts. In der Browning Passage zwischen Nigei Island und der östlichen Nachbarinsel Balaklava Island liegt die Browning Wall, eine Attraktion des Tauchtourismus.
Im Jahr 2023 diente Nigei Island als ein Drehort für die dritte Staffel der Survival-Reality-Show 7 vs. Wild.